# Eugène Zak
Pour les articles homonymes, voir Zak.
Eugeniusz Żak, dit Eugène Zak, né le 15 décembre 1884 à Mogilno (be) (gouvernement de Minsk, Empire russe), et mort le 15 janvier 1926 à Paris, est un artiste peintre polonais.
Proche des acteurs de l'avant-garde artistique, il travaille en grande partie dans la capitale française.

## Biographie
Eugène est le fils de Sawely Zack et Adeline Kronenhbleuh. Orphelin de père en 1892, sa mère s'installe à Varsovie. Il y suit ses études et commence à peindre. En 1902, il entre aux Beaux-arts de Paris dans l'atelier de Jean-Léon Gérome, et fréquente l'Académie Colarossi dans l'atelier d'Albert Besnard.
En 1903, il part visiter Florence puis Rome, et se rend à Munich, où il s'inscrit dans l'école privée dirigée par le peintre slovène Anton Ažbe. Il n'y reste pas très longtemps, préférant revenir à Paris l'année suivante.
En 1904, il fait ses débuts au Salon d'automne et deux ans plus tard, il est pris comme juré au comité du dessin de ce salon. En 1906-1907, il effectue plusieurs séjours en Bretagne, dont à Pont-l’Abbé.
Il rejoint la Société des artistes polonais de Paris (Towarzystwo Artystów Polskich w Paryżu), et se lie d'amitié avec Roman Kramsztyk, Wacław Borowski (en), Léopold Gottlieb, Jerzy Merkel, Elie Nadelman (en), Mela Muter, Tytus Czyżewski et Sigmund Menkès.
En 1911, l'État français lui achète une aquarelle. Il expose à la Galerie Druet. Des critiques d'art comme Adolphe Basler et André Salmon s'intéressent à son travail, et il devient membre de la 
Société normande de peinture moderne.
En février 1912, il est recruté par Henri Le Fauconnier comme enseignant à l'Académie de la Palette. L'année suivante, il fait partie des peintres qui exposent à l'Armory Show (New York). Il épouse la Polonaise Hedwige Kohn (Jadwiga Kon, 1885-1943) ; le couple aura un fils.
Entre 1914 et 1916, il réside dans le sud de la France (Nice, Saint-Paul-de-Vence, et visite Lausanne. Puis il retourne en Pologne, s'installer dans la ville de son épouse, Częstochowa. En 1917, à Cracovie, il fait partie des premiers membres du groupe des « Formistes », où se croisent des plasticiens et des scénographes, très marqués par l'expressionnisme, et où domine la personnalité de Tytus Czyżewski. En 1921, il co-fonde la groupe « Rythme » (Rytm) à Varsovie. En 1922, il quitte la Pologne pour l'Allemagne, visite Berlin et Bonn, et reçoit la commande de décorer la villa de l'architecte Fritz August Breuhaus, travail remarqué par la revue Deutsche Kunst und Dekoration.
En 1923, Zak revient à Paris, rejoindre Sigmund Menkès et Marc Chagall. Il meurt le 15 janvier 1926 en son domicile, rue du Faubourg-Saint-Jacques dans le 14e arrondissement de Paris, à l'âge de 41 ans d'une crise cardiaque ; il était en train d'y lancer une galerie d'art — que son épouse, Jadwiga, géra seule ensuite —, et alors que la Kölner Werkschulen (en) (Cologne) était sur le point de lui proposer une master-class.
Jadwiga ouvrit la Galerie Zak en 1928 au 16 rue de l'Abbaye ; on y vit des expositions solos de Vassily Kandinsky, Marc Chagall, Amedeo Modigliani et Jules Pascin. Elle y organisa la première exposition des Kapistes (Kapiści), groupe de peintres polonais « coloristes » actif au début des années 1930. Jadwiga et son fils sont déportés à Auschwitz où ils meurent en 1944. Leur exécuteur testamentaire, Wladimir Raykis, rouvre la galerie en 1946.

## Œuvre

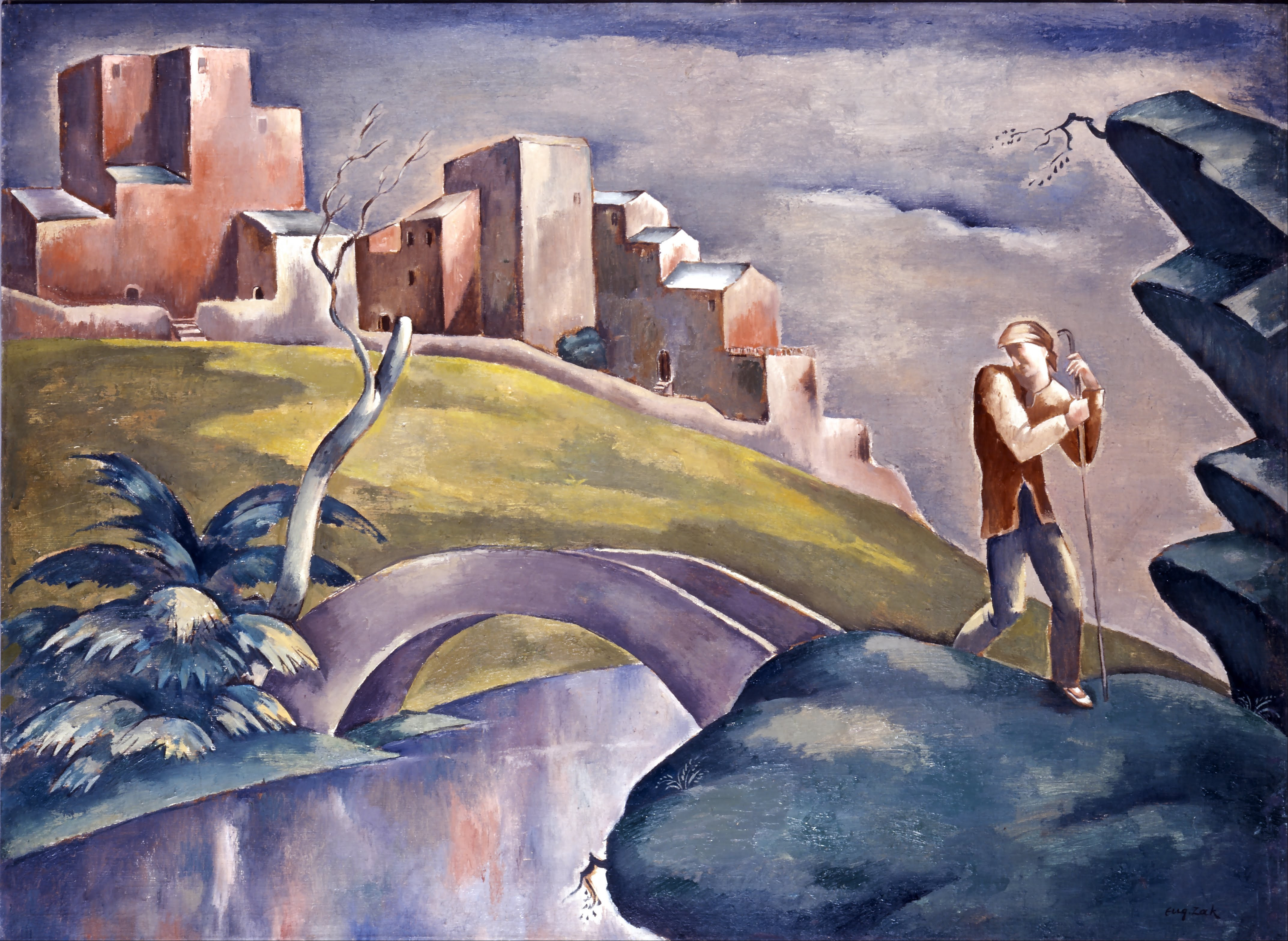
Paysage au vagabond (1916), huile sur toile, Muzeum Sztuki in Łódź.

Ses œuvres se caractérisent par une composition rythmique, une modélisation douce et claire. L'art de Zak est extrêmement poétique, évoquant une atmosphère de mélancolie, de tristesse et d'incertitude.

### Collections publiques
- Gray (Haute-Saône), musée Baron-Martin : 
  - Étude de tête de vieillard, pierre noire, 22 x 18 cm.
  - Tête de femme, pierre noire, 24 x 20 cm.

- Paris, musée national d'Art moderne :
  - Tête de femme, sanguine et fusain sur papier, 31 x 24 cm, 1922.
  - La Bonne Aventure, huile sur toile, 112 x 85 cm, 1922[7].
  - Le Jouet. Mère et enfant, huile sur toile, 92 x 65,7 cm, [1924], don de Mme Zak [1937][8].

- Paris, musée d'art et d'histoire du Judaïsme
  - Les marionnettes

- Troyes, Musée d'art moderne :
  - Tête d'homme, huile sur toile, 41 x 33 cm, 1906[9].

### Une peinture spoliée

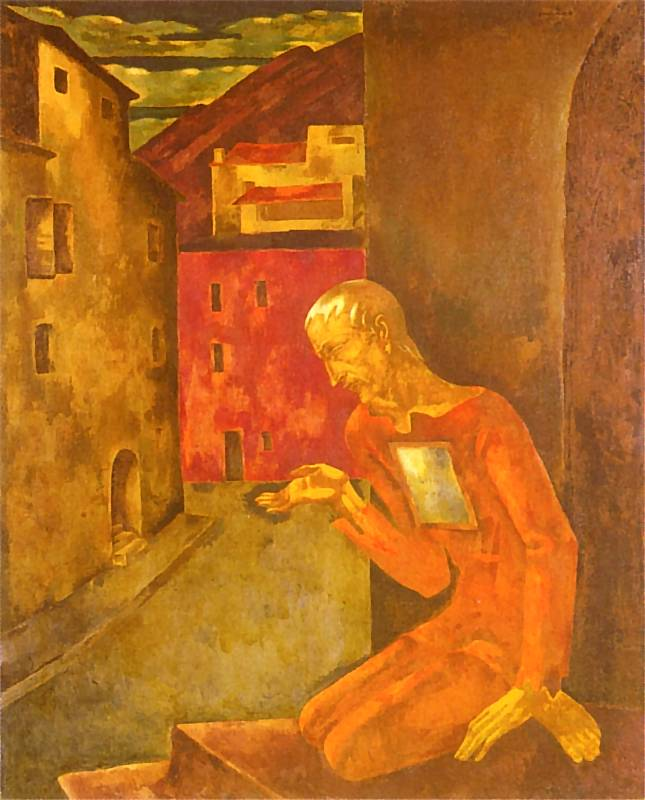
Le Mendiant (Żebrak), huile sur toile, musée des beaux-arts d'Ein Harod.

Le Mendiant, une œuvre peinte par Zak et conservée depuis plusieurs décennies au musée des beaux-arts d'Eïn-Harod en Israël s'est avérée, en 2014, avoir été volée par les nazis durant l'Occupation en France. En étudiant l'envers du tableau, des chercheurs y ont découvert l'estampille du Einsatzstab Reichsleiter Rosenberg. À ce jour, le musée, qui l'avait acquis dans les années 1950, s'est déclaré, en dépit d'efforts, incapable de retrouver l'identité du propriétaire d'origine.